# Adriaan Adriaanszoon
Adriaan "Metius" Adriaanszoon (født 9. december 1571, død 6. september 1635) var en nederlandsk astronom og geometriinteresseret født i Alkmaar. Tilnavnet "Metius" kommer af det hollandske ord "meter" (måle), så Metius betyder altså "opmåler" eller "undersøger".
Metius var professor ved universitetet i Franeker fra 1598. Han anvendte egentlig sit patronymikon, Adriaanszoon, som efternavn, men kaldtes Metius. Dette navn kommer antagelig fra det hollandske ord meten (måle) og har formodentlig intet at gøre med at familien skal have stammet fra Metz (Metis). Metius var en tid elev af Tycho Brahe. Det vigtigste af det, som han har skrevet, er udgivet under titlen Opera astronomica (1633). Den til hans navn knyttede tilnærmelsesværdi 355/113 til π skyldes hans fader, Adriaan Metius, der levede 1527—1607 og var militæringeniør, en tid tillige borgmester i Alkmaar.

## Liv og gerning

### Uddannelse
Metius gik i en latinskole i Alkmaar og studerede filosofi i 1589 på Universitetet i Franeker, som kort til forinden var blev grundlagt. Han fortsatte sine studier i Leiden i 1594, hvor han studerede under Snellius. Han arbejdede for en kort tid under Tycho Brahe på øen Hven, hvor Brahe havde bygget to observatorier, og efterfølgende arbejdede han i Rostock og Jena, hvor han holdt foredrag i 1595.
Efterfølgende vendte han tilbage til Alkmaar og bistået sin far for en tid som i egenskab af militær ingeniør at inspicere befæstninger, og han har også arbejdet som lærer i matematik på Franeker i Frisland, idet hans undervisning specielt var rettet mod uddannelse af landmænd.
På Universitetet i Franeker, blev han udnævnt til professor extraordinarius i 1598, og tjente 1600-1635 som professor ordinarius i matematik, navigation, landmåling, ingeniørtropper, og astronomi. Han fik lov til at undervise i folkemusik i stedet for latin. Han fungerede som rektor ved universitetet i 1603 og 1632.
Han døde i Franeker.

## Videnskabelige resultater
Mens han strejfede astrologi, siges Metius at have brugt meget tid på alkymi, især De vises sten.
Metius offentliggjorde afhandlinger om astrolabium og om landmåling. Hans værker omfatter Arithmeticae et geometriæ practica (1611), Institutiones Astronomicae Geographicae, og Arithmeticae libri duo: et geometriæ libri VI (1640). Metius fremstillede også astronomiske instrumenter og udviklede en særlig form for Jakobsstav.
I 1585 havde hans far fundet forholdet mellem en cirkels omkreds og dens diameter, senere kaldet π (pi), den omtrentlige værdi 355/113. Metius offentliggjorde senere sin fars resultater, og værdien 355/113 kaldes traditionelt Metius' nummer.
Månekrateret Metius er opkaldt efter ham.
På Vermeers maleri astronomen fra 1668 er den bog, der ligger på bordet, blevet identificeret som en anden udgave fra 1621 af Metius' Institutiones Astronomicae Geographicae. Den er åbnet på Bog III, hvor "inspiration fra Gud" anbefales til astronomisk forskning sammen med viden om geometri og hjælp af mekaniske instrumenter.

## Familie
Metius' far, Adriaan Anthonisz, var også en matematiker, landopmåler, kartograf og militæringeniør, der fra 1582 var borgmester i Alkmaar. Metius' bror, Jacob Metius, blev også født i Alkmaar og arbejdede som optiker. Der vides ikke meget om ham bortset fra, at han i oktober 1608 forelagde sin patentansøgning om en ting til at "se fjerne ting som var de i nærheden", der bestod af en konveks og konkav linse i et rør, og at kombinationen forstørrede tre eller fire gange. Jakob døde mellem 1624 og 1631.